# Impire
Impire — компьютерная игра в жанре стратегии в реальном времени, разработанная студией Cyanide и изданная Paradox Interactive 14 февраля 2013 года.

## Игровой процесс
Игрок может достраивает подземелье новыми комнатами, размер которых предопределён, призывать монстров и отправлять их на миссии — например, напасть на деревню. Грабёж деревни — единственный способ получения ресурсов. В игре присутствуют различные военные и строительные задания, например, убить определённого NPC или построить определённую комнату. Их выполнение разблокирует новую технологию. Также Баал-Абаддон набирает опыт, и при повышении уровня игрок может выбрать ему дополнительные способности.
Процесс игры разделён на две части: управление подземельем (строительство, формирование отряда с указанием цели на карте) и непосредственное управление отрядом монстров.
В игре есть кооперативный режим до четырёх человек.

## Сеттинг
Действие игры происходит в фэнтезийной вселенной Majesty. Игрок управляет могучим демоном по имени Баал, которого малограмотный и бездарный маг Оскар ван Фэйруотер призвал в мир смертных, заключил в телесную форму слабого импа и предложил захватить мир, где Баал станет Королём, а Оскар — его помощником. Оскар, первоначально указывавший Баалу, вскоре сам становится подчинённым, по мере того, как Баал возвращает себе силы, которыми обладал в аду.

## Отзывы и продажи
| Сводный рейтинг       | Сводный рейтинг |
| Агрегатор             | Оценка          |
| --------------------- | --------------- |
| GameRankings          | 44,31 %         |
| Русскоязычные издания |                 |
| Издание               | Оценка          |
| PlayGround.ru         | 6,7/10          |
| Riot Pixels           | 40/100          |

Летом 2018 года, благодаря уязвимости в защите Steam Web API, стало известно, что точное количество пользователей сервиса Steam, которые играли в игру хотя бы один раз, составляет 83 551 человек.